# Coelogyne exalata
Coelogyne exalata är en orkidéart som beskrevs av Henry Nicholas Ridley.
Coelogyne exalata ingår i släktet Coelogyne och familjen orkidéer. Inga underarter finns listade i Catalogue of Life.